# Carlo Poma
Carlo Poma (Mantova, 7 dicembre 1823 – Mantova, 7 dicembre 1852) è stato un medico e patriota italiano, uno dei Martiri di Belfiore.

## Biografia

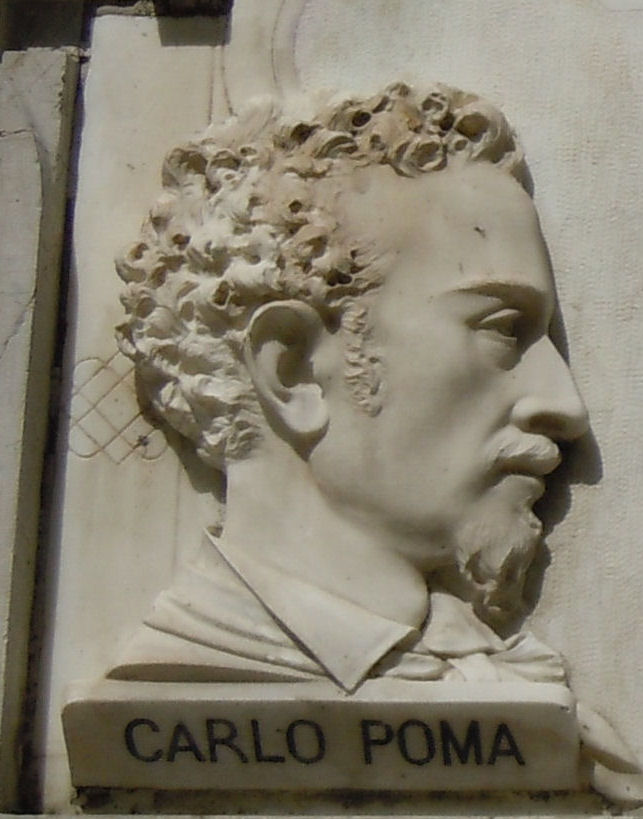
Particolare del Monumento ai Martiri di Belfiore a Belfiore

Restò orfano tredicenne del padre Leopoldo, consigliere del Tribunale di prima istanza. Dopo aver frequentato il Regio Ginnasio a Mantova, studiò Medicina e Chirurgia all'Università degli Studi di Pavia. Dopo la laurea, conseguita il 20 dicembre 1848, tornò nella città natale, dove prestò servizio nell'ospedale locale.
Nel tempo divenne un seguace delle idee di Giuseppe Mazzini. Si legò a una società segreta, fondata a Mantova dal sacerdote Enrico Tazzoli, che si muoveva per la fine del predominio austriaco nell'Italia settentrionale. L'abitazione di Poma venne usata dai patrioti come deposito per i manifestini e per altri scritti rivoluzionari.
Quando la polizia austriaca, agli ordini del commissario Filippo Rossi, scoprì la cospirazione in seguito a una perquisizione nella notte tra il 16 e il 17  giugno 1852, Poma fu arrestato mentre svolgeva la sua attività di medico nello stesso ospedale che oggi porta il suo nome.
In carcere ebbe la visita della pittrice Orsola Ferrari, moglie di suo fratello Luigi. Carlo Poma fu infine condannato a morte per impiccagione nel novembre del 1852. Fu giustiziato nel giorno del suo ventinovesimo compleanno, il 7 dicembre 1852, assieme a Giovanni Zambelli, Angelo Scarsellini, Enrico Tazzoli e Bernardo Canal, nella valletta di Belfiore, alle porte di Mantova.

## Lascito
Nel 2016 è stato pubblicato un poemetto scritto dal fratello Angelo il giorno successivo alla morte di Carlo. Il manoscritto è stato rinvenuto ad Ostiano, dove Angelo svolse l'attività medica. Nel poemetto di 58 stanze in ottava rima, Angelo immagina se stesso in purgatorio, dove incontra il fratello che gli consegna parole di consolazione per la madre Anna Filippini Poma.
A causa della sua tragica morte, Carlo Poma è considerato uno degli eroi e una delle personalità più importanti del Risorgimento. Porta il suo nome l'ospedale di Mantova, inaugurato nel 1928 e che ha sostituito il precedente ospedale nel quale prestò la sua opera Poma stesso.
A lui sono intitolate vie o strade in vari comuni italiani, fra cui Milano e Roma.

### Villa Poma
Il 13 novembre 1868 il consiglio comunale deliberò di cambiare il nome del paese di Mulo in Villa Poma in onore del dottor Carlo Poma, che lì aveva trascorso parte dell'età infantile e giovanile nella villa costruita sui terreni ricevuti in eredità dalla madre Anna Filippini. Il suo profilo comparve sullo stemma del comune concesso con regio decreto del 24 gennaio 1869.
Il comune è rimasto autonomo fino alla fine del 2017, quando è confluito nel nuovo comune di Borgo Mantovano a seguito della fusione con i comuni di  Pieve di Coriano e Revere.